# My Name Is Mud
«My Name Is Mud» es un sencillo de la banda de rock estadounidense Primus, perteneciente al álbum de 1993 Pork Soda. La letra trata acerca de un trabajador de cuello azul llamado Aloysius Devandander Abercrombie, apodado "Mud", que acaba de matar a uno de sus amigos y planea enterrar el cuerpo. En 2010 Primus publicó una versión de la canción cantada totalmente en español, titulada "Me Llamo Mud".

## Lista de canciones del sencillo
1. «Pork Chop's Little Ditty» - 0:21
2. «My Name Is Mud» - 4:47

## Créditos
- Les Claypool - voz, bajo
- Larry LaLonde - guitarra
- Tim Alexander - batería

## Listas de éxitos
| Lista (1993)                        | Posición |
| ----------------------------------- | -------- |
| EE. UU. Billboard Alternative Songs | 9        |